# Хођеж
Хођеж (пољ. Chodzież) град је и општина у Пољској. Налази се у Великопољском војводству, у хођеском повјату. Град се налази на Хођеском појезерју, између Хођеског, Стжелецког и Карчевњицког језера. Поред града пролази регионалан пут бр. 11.

Од 1975. до 1998. град је административно припадао Полиском војводству.
По подацима из 30. јуна 2004. у граду је живело 19.705 становника. Због свог положаја град је туристички центар као и бања.

## Структура земљишта
По подацима из 2002 површина је 12,77 km², од тога:
- пољопривредна газдинства: 34%
- ушумска газдинства: 18%

Град представља 1,88% површине повјата.

## Демографија
| 2012.  |
| ------ |
| 19.651 |

Подаци из 30. јуна 2004:
| Опис                                 | Укупно | Укупно | Жене   | Жене  | Мушкарци | Мушкарци |
| ------------------------------------ | ------ | ------ | ------ | ----- | -------- | -------- |
|                                      | особа  | %      | особа  | %     | особа    | %        |
| становништво                         | 19 705 | 100    | 10 417 | 52,9  | 9288     | 47,1     |
| густина насељености (становника/km²) | 1543,1 | 1543,1 | 815,7  | 815,7 | 727,3    | 727,3    |

По подацима из 2002. средњи приход по глави становника је био 1310,39 zł.

## Историја
Статус града Хођеж добија 1434. године. Од 1772 - 1919. градс е налазио под Пруском окупацијом. Познат је по производњи керамике, која се развијала од прве половине 19. века. У границама Пољске град се опет нашао 1920. године.

### Туристичке атракције
- Срква светог Флоријана у готском стилу, настала у првој половини 15. века
- звоник касног класицизма (1840).
- остаци готских зидова замка између  и 16. века.

## Партнерски градови
- Нотулн